# Kondorfa
Kondorfa (em alemão: Kradendorf; alemão: Kradanovci) é um município da Hungria, situado no condado de Vas. Tem 21,61 km² de área e sua população em 2015 foi estimada em 498 habitantes.